# Nel paese dei mostri selvaggi
Nel paese dei mostri selvaggi (Where the Wild Things Are) è un albo illustrato per ragazzi, scritto da Maurice Sendak e pubblicato da Harper & Row nel 1963.
Il libro narra le avventure immaginarie di un bimbo di nome Max. Nel corso della storia, il protagonista incontra i mostri selvaggi che danno il titolo al romanzo (Wild Things nella versione originale). Nonostante la sua brevità, Nel paese dei mostri selvaggi è diventato nel corso degli anni un libro amato da bambini e adulti, ispirando videogiochi, illustrazioni, composizioni musicali e svariati adattamenti per il teatro e il cinema.
In Italia il libro è stato pubblicato per la prima volta da Emme edizioni nel 1969, per poi essere ripubblicato nel 1999 dalla casa editrice milanese Babalibri.
Dopo un'iniziale diffidenza, il libro ottenne diversi riconoscimenti nel corso degli anni successivi, tra cui la medaglia Caldecott nel 1964, il Boston Globe-Horn Book Award e il American Library Association Notable Book, e riscosse un largo successo di critica e pubblico, diventando uno dei classici della letteratura americana per bambini.

## Trama
(Max)
Max, un bambino travestito con un costume da lupo, è intento a creare il caos in casa, rincorrendo il cane con una forchetta. Dopo essere stato definito dalla madre "Mostro selvaggio" e averle risposto che l'avrebbe mangiata, viene spedito in castigo senza cena nella propria camera.
Tra le mura della stanza inizia a crescere una foresta, lussureggiante al tal punto da far scomparire le pareti: Max inizia ad esplorare il luogo e trova una barca, con la quale, dopo avervi inciso il proprio nome, parte per un viaggio che sembra durare mesi, se non anni interi. Giunto nel paese dei mostri selvaggi, incontra delle strane e minacciose creature, Aaron, Bernard, Emil, Moishe e Tzippy, che il bambino conquista fissandoli intensamente negli occhi. Proclamato il mostro più selvaggio di tutti, Max diventa il loro re e dà inizio alla ridda selvaggia, un grande ballo di gruppo.
Poco dopo, il ragazzo comincia a sentire la mancanza di casa e decide, contro il volere dei mostri, di farvi ritorno. Giunto nella sua stanza trova la cena ad aspettarlo, ancora calda.

## Genesi dell'opera
(Maurice Sendak)
Nato come illustratore, a metà degli anni cinquanta Sendak decise di iniziare a scrivere e illustrare un proprio libro. Nel 1956, pubblicò il suo primo libro senza collaborazioni, Kerry's Window. Il suo progetto successivo avrebbe dovuto essere un altro tentativo in solitario. La storia sarebbe dovuta essere quella di un bambino che, dopo aver fatto i capricci, viene messo in castigo nella sua stanza e decide di scappare verso il luogo che dà il titolo al libro, Nel paese dei cavalli selvaggi (Where the Wild Horses Are, in origine). Poco prima di iniziare le illustrazioni, Sendak si rese conto di non saper disegnare i cavalli e, su suggerimento del proprio editore, cambiò i cavalli selvaggi con le più ambigue Wild Things (Cose selvagge, ambiguità che viene meno con la traduzione italiana), termine che prende spunto dall'espressione Yiddish "Vildechaya", usata per indicare i bambini chiassosi.
(Maurice Sendak)
La casa editrice, tuttavia, era preoccupata dalla rappresentazione grafica dei mostri e temeva che nessuno avrebbe comprato un libro per bambini che spaventava i bambini stessi. Inoltre, il grande formato scelto da Sendak per le illustrazioni era inusuale all'epoca e dispendioso da stampare.
I mostri si rifanno alla tradizione yiddish anche per il fatto che Sendak prese ispirazione dagli atteggiamenti bizzarri dei suoi parenti. Per il loro aspetto grottesco, infatti, l'autore prese spunto dai parenti che lo venivano a trovare quando era piccolo: «Ti si avvicinavano con il loro alito e si schiacciavano e pizzicavano e i loro occhi erano iniettati di sangue e i loro denti erano grandi e gialli. Ah! Era orribile, orribile». I loro nomi, Aaron, Bernard, Emil, Moishe e Tzippy, sono stati ideati da Sendak in occasione della trasposizione teatrale degli anni ottanta. Due delle creature, Moishe e Bernard, si chiamano come i cugini dell'autore, morti durante l'olocausto.
Nonostante Sendak non abbia mai citato alcuna opera come fonte d'ispirazione per il proprio libro, Nel paese dei mostri selvaggi ricorda per certi versi la fiaba folkloristica giapponese di Momotarō, come narrata da William Griffiths nel 1887: nel corso della storia, Momotarō parte per l'isola su una piccola barca senza una guida, sottomettendo le creature del luogo, che lo riconoscono come loro maestro e lo implorano di restare sull'isola. Diverse analogie sono state riscontrate anche nel racconto popolare di Kintaro, in cui l'omonimo protagonista viene a contatto con delle creature magiche, i tengu.

## Pubblicazione

### Edizione statunitense
Nel paese dei mostri selvaggi fu ultimato nel 1962 e venne pubblicato l'anno successivo dalla casa editrice statunitense Harper & Row. Le vendite non raggiunsero le aspettative dell'editore, a causa dell'aspetto dei mostri, che frenava i genitori dal comprare i libri, e delle recensioni negative pubblicate all'epoca.
Secondo Sendak, il libro fu inizialmente bandito da molte biblioteche e ricevette diverse critiche negative. Ci vollero un paio d'anni prima che i genitori e i bibliotecari si accorgessero che il libro piaceva molto ai bambini, che continuavano a leggerlo e chiederlo in prestito, diventando uno dei libri per l'infanzia più venduti di sempre.
Nel 1988, in occasione del venticinquesimo anniversario dell'opera, il libro venne ripubblicato con una nuova copertina rigida e sovraccopertina con il logo della Caldecott Medal, il prestigioso premio vinto da Sendak nel 1964.
Ad oggi, l'edizione originale del libro, datata 1963, è il decimo libro più costoso del mondo e il più costoso in assoluto per quanto riguarda la letteratura dell'infanzia. Se in condizioni perfette e nella sua custodia originale, Nel paese dei mostri selvaggi arriva a costare 10.200 $.

### Edizione italiana
In Italia il libro è stato tradotto da Antonio Porta e pubblicato per la prima volta dall'editore Emme nel 1969, per poi essere ripubblicato nel 1999 dalla casa editrice milanese Babalibri, che da allora l'ha ristampato varie volte nel corso degli anni: nel 2000, nel 2002, nel 2004 e nel 2009, in occasione dell'uscita dell'adattamento cinematografico diretto da Spike Jonze. Nel 2018 Adelphi ha acquistato i diritti per l'Italia e riproposto il libro in un formato più vicino all'originale e con una nuova traduzione di Lisa Topi, definita più fedele e «in linea con il progetto di un'edizione filologica».

## Critiche
All'epoca della sua uscita, il libro non ottenne il successo commerciale sperato e venne accolto con scarso entusiasmo da parte della critica. Nel paese dei mostri selvaggi divise il pubblico: da una parte quelli che trovavano la storia troppo oscura e inadatta ai bambini, dall'altra quelli che consideravano Sendak un pioniere nel settore della letteratura per l'infanzia, capace di scrivere e illustrare storie per, e sui, bambini. Alcuni gruppi di genitori criticarono aspramente la storia, in quanto ritraente un bambino che urlava contro la propria madre e scappava di casa, mentre altri ne lodarono l'insegnamento positivo: trasformando in maniera produttiva la sua rabbia, Max diventa di fatto una figura rispettata dai mostri. Nonostante sia ancora arrabbiato quando viene mandato nella sua stanza, Max sfoga la sua frustrazione attraverso la sua fantasia e, alla fine, arriva alla conclusione che non lascerà più che la sua rabbia lo separi dalle persone che ama. Tuttavia, nel corso degli anni Sendak non ha mai commentato le varie interpretazioni.
Molti contestarono, inoltre, il fatto che il libro non contenesse alcuna morale o regola di comportamento e che, anzi, mostrasse una madre che non disciplina il proprio figlio, abbassandosi al suo stesso livello. La cosa fu particolarmente criticata dallo psicologo Bruno Bettelheim, che scrisse un articolo intitolato Don't let this book overnight in your child's room (Non lasciate questo libro di notte nella stanza di vostro figlio). In seguito, Sendak incontrò Bettelheim, che, secondo il racconto dell'autore stesso, gli disse: «Odierò per sempre il tuo libro».
Da allora, Nel paese dei mostri selvaggi ricevette svariati apprezzamenti da parte della critica, diventando uno dei libri per bambini più apprezzati di sempre. John Cech, professore d'inglese alla University of Florida, scrisse, nel libro Angels and Wild Things: The Archetypal Poetics of Maurice Sendak:
(John Cech)
Mary Dixon Weidler sul sito Common Sense citò la conclusione positiva dell'opera: «Il messaggio di amore incondizionato da parte dei genitori è rassicurante e costituisce il finale perfetto per la storia»,. Elizabeth Kennedy elogiò la combinazione, particolarmente riuscita, della storia con le illustrazioni: «Il testo e le illustrazioni si completano a vicenda, facendo scorrere la storia senza intoppi. La trasformazione della camera di Max nella foresta è deliziosa. Le illustrazioni di Sendak sono allo stesso tempo spiritose e spaventose, in modo da riflettere sia l'immaginazione del protagonista che la sua rabbia. E Max è un personaggio con il quale i bambini si possono realmente identificare. Ciò che rende il libro un'opera straordinaria è l'immaginazione di entrambe le componenti, il Maurice Sendak scrittore e il Maurice Sendak artista». Il TIME lo acclamò invece come «Il viaggio verso il lato selvaggio di ognuno di noi», mentre Francis Spufford affermò che il libro «È uno dei pochi libri illustrati a fare un uso sconsiderato e meraviglioso della rabbia».
Secondo alcuni, Nel paese dei mostri selvaggi rappresenta il primo libro in un'ideale trilogia sulla crescita dei bambini e su come padroneggiano le loro emozioni, continuata poi con Luca la luna e il latte e Outside Over There.
Il libro, oltre ad aver ottenuto diversi riconoscimenti nel corso degli anni, tra cui il Caldecott Medal nel 1964, il Boston Globe-Horn Book Award e il American Library Association Notable Book, ebbe un forte impatto culturale e nella letteratura per bambini in particolare. Tuttavia, Sendak non si scompose al riguardo, affermando che il libro deve piacere prima di tutto ai bambini: «Se ad un bambino non piace un libro, bisogna gettarlo nella spazzatura, senza preoccuparsi degli elogi della critica»; nel libro The Art of Maurice Sendak viene descritta la seguente conversazione avuta da Sendak con una madre:
Sendak: «Then why did you continue reading it to her when she does not like it?»

Mother: «She ought to, it's a Caldecott book.»»
Sendak: «E allora perché continua a leggerlo anche se non le piace?»

Madre: «Be', dovrebbe. È un libro vincitore del Caldecott.»»
(Tony Kushner)

## Trasposizioni
Per anni, vennero fatte molte richieste per utilizzare la licenza sui personaggi del libro per fumetti, videogiochi e capi di vestiario, ma Sendak rifiutò sempre queste proposte, finché alla fine degli anni ottanta, ormai sessantenne, permise che i personaggi venissero utilizzati in prodotti di consumo, il primo dei quali fu una serie di pubblicità della compagnia telefonica Bell Atlantic.

### Cinema
Nel corso degli anni, furono molti i cineasti interessati a produrre un adattamento cinematografico del libro. Tuttavia, trasformare un libro per bambini di dieci frasi in un lungometraggio avrebbe significato modificare, o comunque ampliare, la storia di partenza. Il primo tentativo venne fatto con l'animazione, con l'adattamento del 1973 diretto da Gene Deitch, del quale vennero realizzate due versioni: la prima con la narrazione di Allen Swift e una colonna sonora di musica concreta composta dallo stesso Deitch, la seconda, invece, del 1988, con una nuova colonna sonora e la narrazione ex novo di Peter Schickele.

Nel 1983, la Walt Disney Pictures iniziò ad interessarsi delle opere di Sendak ai fini di produrre lungometraggi basati sui suoi libri. A quel tempo la Disney faceva uso della camera multipiano per aggiungere profondità all'animazione. John Lasseter, al contrario, si rese conto che i computer sarebbero potuti essere usati per realizzare sfondi dove l'animazione tradizionale interagiva con quelle computerizzata. Lasseter, insieme a Glen Keane, iniziò a lavorare ad un test de Nel paese dei mostri selvaggi in cui i personaggi venivano animati a mano da Keane mentre lui ideava gli sfondi a computer. Questo test di pochi minuti servì per dimostrare le capacità del mezzo e per far approvare un intero lungometraggio che utilizzava questa innovazione, basato sul libro di Sendak. Lasseter cambiò in seguito idea e optò per trasporre Le avventure del piccolo tostapane. Lo studio, tuttavia, rifiutò il progetto in quanto interessato alla tecnica solo nel caso in cui gli sfondi al computer avessero fatto risparmiare tempo e soldi all'azienda.

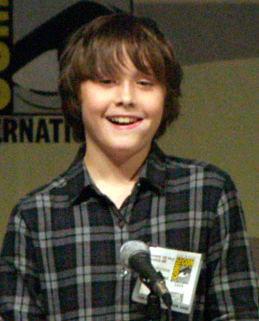
Max Records, alla Comic-Con di San Diego del 2009, interpreta Max nel film.

Nel 2000 il progetto di un adattamento del libro ricomparve e molti cineasti espressero il loro interesse a realizzarlo. Nonostante l'interessamento di molti produttori verso registi più commerciali, Sendak appoggiò il regista Spike Jonze, in quanto «giovane, interessato e con una scintilla che nessun altro ha dimostrato di avere». Il film, all'epoca, sarebbe stato distribuito dalla Universal, che aveva allegato un teaser trailer alle copie cinematografiche de Il Grinch di Ron Howard, prodotto proprio dalla Universal. Contrasti tra la Universal e Sendak sull'approccio di Jonze alla storia portarono ad un accordo che trasferiva i diritti di produzione alla Warner Bros.
Nel 2005, Jonze e il romanziere Dave Eggers completarono una sceneggiatura di 111 pagine, espandendo notevolmente la storia originale e cambiando i nomi dei mostri, ora chiamati Carol, Douglas, KW (KK nella versione italiana), Judith, Ira e Alexander. Nel febbraio 2008, dopo che la data di uscita del film era stata posticipata di un anno, diverse fonti riportarono che la Warner Bros. stava considerando l'idea di rigirare gran parte del film, in quanto troppo spaventoso per i bambini. Il presidente degli studio, Alan F. Horn, rispose che i rifacimenti erano stati accordati con Jonze e che servivano ad ampliare e migliorare il film. Sendak approvò il montaggio finale della pellicola, affermando: «Non ho mai visto un film che sembrasse così o facesse provare queste sensazioni. Ed è di Spike, non ha paura di se stesso».
Il film, intitolato Nel paese delle creature selvagge (a differenze del titolo italiano, la versione originale mantiene il titolo del libro) e che vede come protagonisti Max Records, Catherine Keener, Forest Whitaker, Chris Cooper, Catherine O'Hara, James Gandolfini, Lauren Ambrose e Paul Dano, venne distribuito negli Stati Uniti il 16 ottobre 2009, dopo un'anteprima svoltasi a New York il 13 ottobre, in Italia a partire dal 30 ottobre dello stesso anno, ed ebbe un responso positivo da parte della critica, venendo nominato ad un Gloden Globe per la migliore colonna sonora originale, composta da Karen O e Carter Burwell.

### Teatro
Alla fine degli anni settanta, Maurice Sendak avviò una collaborazione con il compositore britannico Oliver Knussen con l'intenzione di adattare per il teatro Nel paese dei mostri selvaggi e Higglety Pigglety Pop!, un lavoro successivo dell'autore. Dopo questa esperienza Sendak iniziò ad interessarsi al design dei set teatrali e collaborò, nel corso degli anni, con diverse compagnie e produzioni realizzando le scenografie di opere come Il flauto magico, Hänsel e Gretel e Lo Schiaccianoci. La stessa versione operistica de Nel paese dei mostri selvaggi venne adattata nel corso degli anni in vari ambiti diversi:
- L'opera originale scritta da Knussen. Le prime performance furono organizzate a Bruxelles nel 1980 e a Londra nel 1984. L'anno seguente l'opera venne inscenata a Saint Paul, Minnesota e a New York nel 1987. Una versione concerto dell'opera venne eseguita al The Proms nella Royal Albert Hall a Londra, nel 2002. Nel 2011 l'opera venne aggiunta al catalogo stagionale della New York City Opera.[37]
- Nel 1997, il compositore Randall Woolf e lo stesso Sendak idearono una versione in balletto dell'opera per l'American Repertory Ballet. Lo spettacolo, replicato in diverse città americane, faceva uso di chitarre elettriche e processi audio digitali.
- Nel 2004 la compagnia di Chicago Emerald City Theater Company produsse una versione musical dello spettacolo, mescolando l'adattamento de Nel paese dei mostri selvaggi con altre due opere di Sendak, Hector Protector e Very Far Away.

### Altro
Nel 2009, in occasione dell'uscita dell'adattamento cinematografico del libro, è stata inaugurata una linea d'abbigliamento ispirata ai personaggi del romanzo.

## Influsso culturale

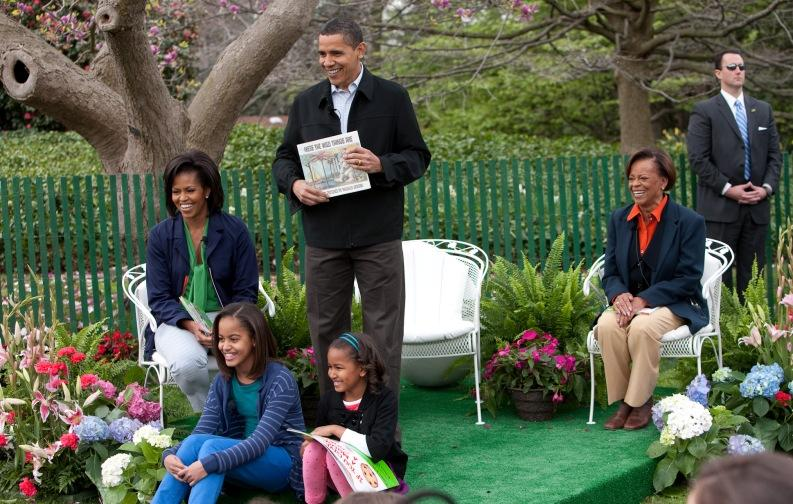
Il presidente degli Stati Uniti, Barack Obama, legge Nel paese dei mostri selvaggi durante le festività pasquali del 2009.

Nel 2009, in occasione dell'Easter Egg Roll Monday alla Casa Bianca, una tradizionale festività legata alla Pasqua, il presidente Obama lesse insieme ai bambini Nel paese dei mostri selvaggi, annoverandolo tra i suoi libri preferiti.

### Parodie
Il libro è stato parodiato dalla serie animata I Simpson nel corso della diciassettesima stagione. Nell'episodio La bambina che dormiva troppo poco, infatti, una versione alterata del libro, Nel paese delle bestie feroci, svolge un ruolo centrale nella trama.

### Riferimenti nella musica
- I Metallica hanno registrato una canzone omonima, Where the Wild Things Are, nell'album del 1997 ReLoad.
- Patrick Watson nell'album del 2007 Wooden Arms ha inciso una canzone con lo stesso titolo originale del romanzo.
- La canzone Breezeblocks degli Alt-J, contenuta nell'album An Awesome Wave (2012), cita diversi passaggi del libro, utilizzato come ispirazione anche per il video del singolo.[40]

## Edizioni
- Maurice Sendak, Nel paese dei mostri selvaggi, traduzione di Antonio Porta, Milano, Babalibri, 1999,  p. 48, ISBN 978-88-8362-007-2.
- Maurice Sendak, Nel paese dei mostri selvaggi, traduzione di Lisa Topi, Milano, Adelphi, 2018,  p. 48, ISBN 978-88-4593-203-8.
- Maurice Sendak, Where the Wild Things Are (25th Anniversary Edition), New York, Harper & Row, 1988,  p. 48, ISBN 0-06-025492-0.